# 23867 Cathsoto
23867 Cathsoto è un asteroide della fascia principale. Scoperto nel 1998, presenta un'orbita caratterizzata da un semiasse maggiore pari a 3,0599882 UA e da un'eccentricità di 0,1657701, inclinata di 5,71781° rispetto all'eclittica.